# Iris purdyi
Iris purdyi là một loài thực vật có hoa trong họ Diên vĩ. Loài này được Eastw. miêu tả khoa học đầu tiên năm 1897.